# Evermoor
The Evermoor Chronicles (bra: As Crônicas de Evermoor)  é uma série, exibida pelo Disney Channel. É produzida pela Lime Pictures. A série estreou em mais de 160 países em Outubro de 2014. Estreou no Brasil como um filme.
Para funcionar ao lado da série principal da tevê, uma série fotorreceptora de mini-episódios foi lançada chamada de As Confidências de Evermoor. Cada episódio apresenta um dos personagens gravando um vlog em uma cena secreta ocorrendo entre cada episódio da série principal. Cada um dá um spoiler do que está para vir no próximo episódio da série de TV. 
Em Portugal a série nunca foi exibida no Disney Channel, mas estreou em 15 de setembro de 2020 com o Disney +. 

## Sinopse
Tara Crossley e sua família estão tentando se estabelecer na estranha vila de Evermoor. Além dos problemas normais da adolescência, há uma tapeçaria que prevê o futuro e Tara tem que lutar com sua nova identidade secreta de Everine Suprema. Tudo o que ela quer é uma vida normal, boas notas e sua paixão, Cameron. Mas uma série de contratempos mágicos transformam os rituais de passagem de Tara em uma batalha épica pela aldeia. Pode Tara e seus amigos derrotarem as forças das trevas que estão ameaçando apagar Evermoor da face da Terra…?

## Produção

### Filmagem
Evermoor começou a ser filmada em Cheshire, Arley Hall, perto da aldeia de grande Budworth no Reino Unido. No Reino Unido, As Crônicas de Evermoor será transmitido em 24 episódios de 22 minutos cada. Os episódios (1-4) são transmitidos no Disney Channel Brasil como um filme
Em Dezembro de 2016, o canal oficial da Disney Channel lançou uma prévia das novas temporadas dos programas em 2017, na lista estava incluída algumas cenas da segunda temporada de As Crônicas de Evermoor. Mais tarde foi confirmado que serão 12 novos episódios introduzidos nessa temporada.

## Elenco
| Ator/Atriz             | Personagem         | Temporada   | Temporada   | Temporada   | Temporada |
| Ator/Atriz             | Personagem         | Minissérie  | 1           | 2           |           |
| ---------------------- | ------------------ | ----------- | ----------- | ----------- | --------- |
| Naomi Sequeira         | Tara Crossley      | Regular     | Regular     | Ausente     |           |
| George Sear            | Seb Crossley       | Regular     | Regular     | Ausente     |           |
| Georgia Lock           | Bella Crossley     | Regular     | Regular     | Regular     |           |
| Georgie Farmer         | Jake Crossley      | Regular     | Regular     | Regular     |           |
| Finney Cassidy         | Cameron            | Regular     | Regular     | Regular     |           |
| Alex Starke            | Ludo Carmichael    | Regular     | Regular     | Regular     |           |
| Jordan Loughran        | Sorsha Doyle       | Regular     | Regular     | Ausente     |           |
| Sammy Moore            | Otto               | Ausente     | Regular     | Regular     |           |
| India Ria Amarteifio   | Lacie              | Ausente     | Regular     | Regular     |           |
| Scarlett Murphy        | Alice              | Ausente     | Ausente     | Regular     |           |
| Ben Radcliffe          | Iggi               | Ausente     | Ausente     | Regular     |           |
| Margaret Cabourn-Smith | Crimson Carmichael | Regular     | Regular     | Regular     |           |
| Clive Rowe             | Prefeito Doyle     | Coadjuvante | Coadjuvante | Coadjuvante |           |
| Georgie Glen           | Tia Bridget McCoy  | Coadjuvante | Coadjuvante | Ausente     |           |
| Sharon Morgan          | Esmeralda Dwyer    | Coadjuvante | Coadjuvante | Ausente     |           |
| Belinda Stewart-Wilson | Fiona Crossley     | Coadjuvante | Coadjuvante | Ausente     |           |
| Ben Hull               | Jed Crossley       | Ausente     | Ausente     | Coadjuvante |           |

- Tara Crossley (Naomi Sequeira) - Tara, a personagem principal, é a garota que foi para Evermoor antes de visitar sua tia Bridget e é o mais animado sobre a vida lá. Ela é irmã de Jake e meia-irmã de Seb e Bella. Ela gosta de escrever histórias e por isso ela tem uma imaginação sobre-ativo. Ela resolve mistérios na mansão e é a Everine Suprema.
- Sebastian "Seb" Crossley (George Sear) - Seb é o irmão gêmeo de Bella e meio-irmão de Jake e Tara. Ele gosta de ter evidências e provas, antes de fazer quaisquer conclusões, e mantém Tara aterrada. Ele é bastante geek e é apaixonado por Sorsha.
- Cameron (Finney Cassidy) - Tara e Bella, ambas têm uma queda por ele. Ele tem uma aranha mágica, que produz a linha dourada. Sua mãe era uma Everine, futuramente, é revelado que sua mãe está viva, só que virou uma árvore.
- Bella Crossley (Georgia Lock) - Bella é irmã gêmea de Seb e de Jake e Tara meia-irmã. Muitas vezes ela fica com ciúmes da proximidade Tara e Seb são e para compensar a falta de atenção que ela recebe de Seb, ela flerta muito com Cameron. Ela também gosta de moda.
- Jake Crossley (Georgie Farmer) - Jake é irmão de Tara e de Seb e Bella meia-irmã. Ele é um bom amigo de Ludo e juntos desfrutar de resolver "mini mistérios".
- Sorsha Doyle (Jordan Loughran) - Sorsha é uma Everine. Ela também é filha do prefeito Doyle e é apaixonada por Seb.
- Prefeito Doyle (Clive Rowe) - Ele é o pai de Sorsha e tem três postos de trabalho, prefeito, advogado, professor e, futuramente, dono de um estabelecimento.
- Ludo (Alex Starke) - Ludo é o melhor amigo de Jake e filho de Crimson.
- Crimson Carmichael (Margaret Cabourn-Smith) - Governanta Crimson é aparentemente a "Ex-Governanta" da antiga mansão, mas não parece estar deixando a mansão tão cedo. Ela também é mãe de Ludo.
- Esmeralda (Sharon Morgan) - A nova líder das Everines após tia Bridget "morrer". Ela é bastante misteriosa e muito mau para Tara e também tem uma preferência estranha para o chá de Erva do Pântano.
- Tia Bridget (Georgie Glen) - Bridget é tia de Tara. Era a líder das Everines e fingiu sua morte para que Tara pode seguir seu destino.
- Lacie Fairburn (India Ria Amarteifio) –  Os pais de Lacie estão comprometidos com as tradições da aldeia, e pretendem que ela se torne uma Everine algum dia. No entanto, ela prefere se tornar a prefeita.
- Otto (Sammy Moore) - Depois de causar 100 dias de trovão, Otto, um semideus, foi banido de sua casa. Tara é sua primeira amiga mortal. Ele secretamente gosta de Bella, como Tara, Seb, Sorsha, e Cameron sabem, exceto Bella.

## Dublagem
| Ator/Atriz             | Personagem             | Dublador(a)        |            |
| Principais             | Principais             | Principais         | Principais |
| ---------------------- | ---------------------- | ------------------ | ---------- |
| Naomi Sequeira         | Tara Crossley          | Flora Paulita      |            |
| Finney Cassidy         | Cameron Marsh          | Daniel Figueira    |            |
| Georgia Lock           | Bella Crossley         | Michelle Giudice   |            |
| George Sear            | Sebastian Crossley     | Adrian Tatini      |            |
| Jordan Loughran        | Sorsha Doyle           | Agatha Paulita     |            |
| Sammy Moore            | Otto                   | Gabriel Martins    |            |
| Coadjuvantes           |                        |                    |            |
| Alex Starke            | Ludo Carmichael        | Renato Cavalcanti  |            |
| Georgie Farmer         | Jake Crossley          | Felipe Volpato     |            |
| India Ria Amarteifio   | Lacie                  | Gabriela Milani    |            |
| Belinda Stewart-Wilson | Fiona Crossley         | Adriana Pissardini |            |
| Clive Rowe             | Prefeito Chester Doyle | Luiz Laffey        |            |
| Georgie Glen           | Tia Bridget McCoy      | Gisa Della Mare    |            |
| Scarlett Murphy        | Alice                  | —                  |            |
| Ben Hull               | Jed Crossley           | —                  |            |
| Ben Radcliffe          | Iggi                   | —                  |            |
| Sharon Morgan          | Esmeralda Dwyer        | Suzete Piloto      |            |
| Participações          |                        |                    |            |
| Jennie Eggleton        | Cotton Lively          | Kate Kelly         |            |
| Olivia Holt            | Valentina              | Tess Amorim        |            |

| Créditos da dublagem | Brasil |
| -------------------- | --- |
| Tema de Abertura     | Forevermoor performada por Naomi Sequeira (1ª temporada) Forevermoor performada por Jasmin Elcock (2ª temporada) |
| Tradução             | Roberto Garutti                                                                                                  |
| Diretor Criativo     | Raúl Aldana |
| Direção musical      | Nandu Valverde                                                                                                   |
| Direção de Dublagem  | Silas Borges |
| Dublado nos Estúdios | TV Group Digital (SP)                                                                                            |

## Episódios
As datas de estreia de Portugal referem-se ás do Disney+, visto que a série nunca foi exibida na televisão Portuguesa.
| Temporada | Temporada  | Episódios | Exibição original      | Exibição original     | Exibição no Brasil    | Exibição no Brasil    | Exibição no Portugal   | Exibição no Portugal   |
| Temporada | Temporada  | Episódios | Estreia                | Final                 | Estreia               | Final                 | Estreia                | Final                  |
| --------- | ---------- | --------- | ---------------------- | --------------------- | --------------------- | --------------------- | ---------------------- | ---------------------- |
|           | Minissérie | 4         | 10 de outubro de 2014  | 31 de outubro de 2014 | 27 de outubro de 2014 | 30 de outubro de 2014 | 15 de setembro de 2020 | 15 de setembro de 2020 |
|           | 1          | 20        | 10 de novembro de 2015 | 28 de março de 2016   | 30 de maio de 2016    | 24 de junho de 2016   | 15 de setembro de 2020 | 15 de setembro de 2020 |
|           | 2          | 15        | 8 de maio de 2017      | 24 de julho de 2017   | —                     | —                     | 15 de setembro de 2020 | 15 de setembro de 2020 |

### Evermoor - Minissérie/Filme (2014)
| # | Título                                    | Dirigido por | Escrito por | Exibição original     | Exibição no Brasil    | Audiência |
| - | ----------------------------------------- | ------------ | ----------- | --------------------- | --------------------- | --------- |
| 1 | "Chegada" "The Mysterious Village"        | Chris Cottam | Bede Blake  | 10 de outubro de 2014 | 27 de outubro de 2014 | 1.86      |
| 2 | "Descobrindo as Everines" "Fire In House" | Chris Cottam | Bede Blake  | 17 de outubro de 2014 | 28 de outubro de 2014 | 1.86      |
| 3 | "O Farol" "Magical Typewriter"            | Chris Cottam | Bede Blake  | 24 de outubro de 2014 | 29 de outubro de 2014 | 1.61      |
| 4 | "Desaparecendo" "Supreme Everine"         | Chris Cottam | Bede Blake  | 31 de outubro de 2014 | 30 de outubro de 2014 | 1.45      |

### Temporada 1 (2015-16) (As Crônicas de Evermoor - Série)
| # | Título                                                                            | Dirigido por    | Escrito por        | Exibição original       | Exibição no Brasil  | Audiência (em milhões) |
| --- | --------------------------------------------------------------------------------- | --------------- | ------------------ | ----------------------- | ------------------- | ---------------------- |
| 5 | "Normal (BR)" "Normal"                                                            | Rebecca Rycroft | Bede Blake         | 10 de novembro de 2015  | 30 de maio de 2016  | 1.20                   |
| Tara salvou sua família da extinção. Esmeralda está muito perto de descobrir a identidade da Everina Suprema. Tara tenta tirar seu cheiro de Everine, mas as coisas pioram. |                                                                                   |                 |                    |                         |                     |                        |
| 6 | "Tecendo Mal (BR)" "Weaving Bad"                                                  | Rebecca Rycroft | Bede Blake         | 10 de novembro de 2015  | 28 de maio de 2016  | 1.14                   |
| Tara acidentalmente provoca uma rachadura no tapete quando você tentar salvar Bella. Agora Cotton Lively, uma Everine aspirante do século 17 que teve um final fatal, escapou da tapeçaria. |                                                                                   |                 |                    |                         |                     |                        |
| 7 | "A Noite do Fedor (BR)" "Night of the Stench"                                     | Rebecca Rycroft | Bede Blake         | 16 de novembro de 2015  | 01 de junho de 2016 | 1.16                   |
| É a noite do fedor, quando o pântano vai de encontro à vila. Tara pergunta à tapeçaria o que seu futuro reserva, e fica horrorizada quando prediz a desgraça de Cameron. |                                                                                   |                 |                    |                         |                     |                        |
| 8 | "O Drifty (BR)" "Drifty"                                                          | Rebecca Rycroft | Bede Blake         | 17 de novembro de 2015  | 02 de junho de 2016 | 0.98                   |
| Tara está reunida com Drifty, seu velho ursinho de pelúcia, que sempre poderia ajudá-la a dormir quando ela era jovem. Mas ele foi corrigido com fio dourado, o que só acrescenta aos problemas de Tara após ele fazer com que todos na cidade caiam de sono. |                                                                                   |                 |                    |                         |                     |                        |
| 9 | "Tallulah Brinkworth Encontra seu Par (BR)" "Tallulah Brinkworth Meets Her Match" | Rebecca Rycroft | Bede Blake         | 23 de novembro de 2015  | 03 de junho de 2016 | 1.50                   |
| Tara forma um plano para tirar sua tecelagem da tapeçaria para ajudar a derrotar Bridget. Em vez disso, ela retira Tallulah Brinkworth, seu alter-ego fictício. Enquanto isso, Bridget faz um pacto terrível com a Fundadora das Everines. |                                                                                   |                 |                    |                         |                     |                        |
| 10 | "Para Sempre Evermoor (BR)" "Forevermoor"                                         | Jordan Hogg     | Bede Blake         | 24 de novembro de 2015  | 06 de junho de 2016 | 1.42                   |
| Tara acorda na versão onírica de Bridget de Evermoor. Ela e toda a aldeia estão sob o feitiço de Bridget. Otto pode acordar Tara para que ela possa destruir o reino de Bridget? |                                                                                   |                 |                    |                         |                     |                        |
| 11 | "Dia dos Corações (BR)" "Day of Hearts"                                           | Jordan Hogg     | Julie Bower        | 30 de novembro de 2015  | 07 de junho de 2016 | 1.00                   |
| Duas das três Fundadoras tomaram o corpo de duas aldeãs, mas Tara destruiu a lanterna antes que a terceiro fundadora pudesse ser libertada. Assim, as Fundadores traçam sua vingança sobre ela. |                                                                                   |                 |                    |                         |                     |                        |
| 12 | "Os Trabalhos de Bella (BR)" "The Labours of Bella"                               | Jordan Hogg     | Neil Jones         | 01 de dezembro de 2015  | 08 de junho de 2016 | 0.90                   |
| Tara tem uma algo terrível para fazer a Cameron. Bella aprende o que acontece quando se mente após Esmeralda fazer com que ela faça um exame para provar seu direito ao título de Everine Suprema. |                                                                                   |                 |                    |                         |                     |                        |
| 13 | "Enfeitiçado (BR)" "Spellbound"                                                   | Jordan Hogg     | Sarah Courtauld    | 07 de dezembro de 2015  | 09 de junho de 2016 | 0.90                   |
| Tara está pronta para ter sua magia de volta para sempre. |                                                                                   |                 |                    |                         |                     |                        |
| 14 | "Nada Rima com Cameron (BR)" "Nothing Rhymes with Cameron"                        | Jordan Hogg     | Bede Blake         | 08 de dezembro de 2015  | 10 de junho de 2016 | 0.82                   |
| Tara recebe o fio dourado em seu relógio e pode voltar o tempo, o que é útil quando um poema humilhante sobre Cameron vai público. |                                                                                   |                 |                    |                         |                     |                        |
| 15 | "A Dança do Mensageiro do Círculo (BR)" "Twist of Fate"                           | Graeme Harper   | Sarah Courtauld    | 15 de fevereiro de 2016 | 13 de junho de 2016 | N/A                    |
| A tapeçaria foi desfigurada e deve ser protegida, mas é noite de baile. Seb, tem um encontro. Tara tem uma ideia para salvar a tapeçaria e o baile. |                                                                                   |                 |                    |                         |                     |                        |
| 16 | "O Espanador da Justiça (BR)" "A Fuffwah too Far"                                 | Graeme Harper   | Bede Blake         | 16 de fevereiro de 2016 | 14 de junho de 2016 | N/A                    |
| A tapeçaria foi roubada e Tara é o bode expiatório. Sorsha é expulsa do Círculo e Otto tem um destino terrível. |                                                                                   |                 |                    |                         |                     |                        |
| 17 | "Valentina (BR)" "Valentina"                                                      | Graeme Harper   | Neil Jones         | 17 de fevereiro de 2016 | 15 de junho de 2016 | N/A                    |
| Otto foi transformado em uma estatueta pela lanterna, e precisa de beijo de amor verdadeiro para trazê-lo de volta à vida. Felizmente, a bela semi-deusa do amor, Valentina, acaba de aparecer na Terra. O único problema é que ela é a ex-namorada de Otto, e ela está zangada com ele por terminar com ela. |                                                                                   |                 |                    |                         |                     |                        |
| 18 | "Operação Apagão (BR)" "Operations Lights Out"                                    | Graeme Harper   | Sarah Courtauld    | 18 de fevereiro de 2016 | 16 de junho de 2016 | N/A                    |
| Enquanto isso, quando as bonecas de Sorsha tornaram Tara louca. Ela usa o manto roxo de Bella como um disfarce, e assusta Bella. Tara perde suas bonecas enquanto corre ao redor, e Jake e Ludo pegá-los para colocar em sua capsula do tempo. Cameron, que foi verificar Tara, pega as bonecas e as joga no lago, parando sua maldição. Sorsha e Tara ambas voltam ao normal, mas Tara rapidamente percebe que Bella está em perigo e corre de volta para a mansão. |                                                                                   |                 |                    |                         |                     |                        |
| 19 | "Sendo a Bella (BR)" "Being Bella"                                                | Graeme Harper   | Bede Blake         | 22 de fevereiro de 2016 | 17 de junho de 2016 | N/A                    |
| Bella agora é uma estatueta. Tara deve fazer Cameron se apaixonar por Bella, então ele a beijará para torná-la humana novamente, mas a única maneira que ela pode fazer isso é fingir ser Bella. |                                                                                   |                 |                    |                         |                     |                        |
| 20 | "A Ciência de Seb (BR)" "The Science of Seb"                                      | Steve Hughes    | Neil Jones         | 29 de fevereiro de 2016 | 20 de junho de 2016 | N/A                    |
| A terceira fundadora entrou em Sorsha, mas ela está resistindo com seu amor por Seb. Esmerelda e Lacie transformam sua aranha em uma garota bonita para seduzir Seb para longe de Sorsha e permitir que o Fundadora tome completamente sobre ela. Enquanto isso, Tara e Otto descobrem quem foi assumida pelas fundadoras. |                                                                                   |                 |                    |                         |                     |                        |
| 21 | "A Ascensão de Hollowfall (BR)" "The Rise of Hollowfall"                          | Steve Hughes    | Tim Compton        | 07 de março de 2016     | 21 de junho de 2016 | N/A                    |
| A lenda de Evermoorian dita que quando Hollowfall se levanta, um campeão deve ser selecionado para aventurar-se lá. Seb se voluntária para impressionar Sorsha, mas como ela é agora uma fundadora, Tara e Otto precisam mantê-los juntos para impedir que a Fundadora a leve embora. |                                                                                   |                 |                    |                         |                     |                        |
| 22 | "Novas Chamas (BR)" "New Flames"                                                  | Steve Hughes    | Paul Gerstenberger | 14 de março de 2016     | 22 de junho de 2016 | N/A                    |
| Tara prometeu a Esmeralda e Lacie que ela vai fazer Seb e Sorsha terminarem para permitir que a Fundadora assuma o corpo de Sorsha. |                                                                                   |                 |                    |                         |                     |                        |
| 23 | "O Ovo e a Coruja (BR)" "The Egg and the Snoot"                                   | Steve Hughes    | Bede Blake         | 21 de março de 2016     | 23 de junho de 2016 | N/A                    |
| Depois que as fundadoras amaldiçoaram Evermoor, a única chance de resgatar é resolver um enigma que Otto conseguiu de seu pai antes que ele fosse banido, mas por causa de sua angústia terá consequências inesperadas. |                                                                                   |                 |                    |                         |                     |                        |
| 24 | "Nunca Mais (BR)" "Nevermoor"                                                     | Steve Hughes    | Bede Blake         | 28 de março de 2016     | 24 de junho de 2016 | N/A                    |
| Depois que Sorsha perdeu contra a fundadora dentro dela, as três fundadoras agora unidas tentam destruir Evermoor e a única chance de salvá-lo é libertar a princesa de Hollowfall. |                                                                                   |                 |                    |                         |                     |                        |

### Temporada 2 (2017) (As Crônicas de Evermoor - Série)
- Nota: Foi confirmada uma segunda temporada em 2017 pelo canal oficial da Disney Channel EUA. Todos do elenco iram retornar, com exceção de Tara, Sorsha e Seb.

| # | Título                                  | Dirigido por    | Escrito por        | Exibição original   | Exibição no Brasil    | Audiência (em milhões) |
| --- | --------------------------------------- | --------------- | ------------------ | ------------------- | --------------------- | ---------------------- |
| 1 | "TBA" "Splintered"                      | Paul Cotter     | Bede Blake         | 8 de maio de 2017   | 2 de Dezembro de 2017 | TBA                    |
| Bella está preparada para sair para a escola de moda, mas quando um homem misterioso em um espelho mágico quebra Ludo em estilhas mágicas, ela percebe que deve ficar para consertar Ludo.      |                                         |                 |                    |                     |                       |                        |
| 2 | "TBA" "The Things They Say About Alice" | Paul Cotter     | Neil Jones         | 15 de maio de 2017  | TBA                   | TBA                    |
| Alice está nervosa para o primeiro dia da Evermoor High. Um aspeto mágico faz com que os rumores sobre ela se tornem realidade e ela se torna uma estrela de rock rampante.                     |                                         |                 |                    |                     |                       |                        |
| 3 | "TBA" "No Life Crisis"                  | Paul Cotter     | Tim Compton        | 22 de maio de 2017  | TBA                   | TBA                    |
| É o aniversário de Ludo. Bella quer fazer o melhor e organizar Jake para aparecer. Mas Jake quer sair com Lacie, fazendo Ludo se sentir invisível.                                              |                                         |                 |                    |                     |                       |                        |
| 4 | "TBA" "Love (Really) Hurts"             | Paul Cotter     | Bede Blake         | 29 de maio de 2017  | TBA                   | TBA                    |
| Otto tenta impressionar Bella ao se juntar à equipe de luta livre de Cameron. Ele usa um estilhaço mágico para torná-lo um lutador campeão, mas Bella descobre que ele traiu.                   |                                         |                 |                    |                     |                       |                        |
| 5 | "TBA" "Rags To Riches"                  | Sarah Walker    | Bede Blake         | 5 de junho de 2017  | TBA                   | TBA                    |
| Iggi confunde o mapa das pedras da cripta. Alice era a única outra pessoa a vê-lo, então Iggi pede a ela em sua primeira data para obter os locais da cripta de pedra dela.                     |                                         |                 |                    |                     |                       |                        |
| 6 | "TBA" "Dogsbody"                        | Sarah Walker    | Neil Jones         | 12 de junho de 2017 | TBA                   | TBA                    |
| Bella organiza um desfile de moda para salvar seu aplicativo da escola de moda. Enquanto isso, a magia de aspersão faz com que Jake troque inadvertidamente os cérebros com o cachorro de Ludo. |                                         |                 |                    |                     |                       |                        |
| 7 | "TBA" "El Monsignor's Last Stand"       | Sarah Walker    | Sarah Courtauld    | 19 de junho de 2017 | TBA                   | TBA                    |
| 8 | "TBA" "The Itchies"                     | Sarah Walker    | Paul Gerstenberger | 26 de junho de 2017 | TBA                   | TBA                    |
| 9 | "TBA" "Race to Stink Island"            | Patrick Harkins | Paul Gerstenberger | 3 de julho de 2017  | TBA                   | TBA                    |
| 10 | "TBA" "Little White Big Fat Lie"        | Patrick Harkins | Bede Blake         | 10 de julho de 2017 | TBA                   | TBA                    |
| 11 | "TBA" "Showtime!"                       | Patrick Harkins | Sarah Courtauld    | 17 de julho de 2017 | TBA                   | TBA                    |
| 12 | "TBA" "Vampire Luau"                    | Patrick Harkins | Bede Blake         | 24 de julho de 2017 | TBA                   | TBA                    |

## Transmissão
| País                                     | Canal                                    | Estreia                | Título   | Ref.   |
| ---------------------------------------- | ---------------------------------------- | ---------------------- | -------- | ------ |
| Reino Unido · Irlanda                    | Disney Channel UK & Irlanda              | 10 de Outubro de 2014  | Evermoor | [ 2 ]  |
| Canadá                                   | Family Channel                           | 17 de Outubro de 2014  | Evermoor | [ 7 ]  |
| Estados Unidos                           | Disney Channel EUA                       | 17 de Outubro de 2014  | Evermoor |        |
| Brasil                                   | Disney Channel Brasil                    | 27 de Outubro de 2014  | Evermoor | [ 8 ]  |
| Argentina                                | Disney Channel América Latina            | 27 de Outubro de 2014  | Evermoor | [ 9 ]  |
| Bolívia                                  | Disney Channel América Latina            | 27 de Outubro de 2014  | Evermoor | [ 9 ]  |
| Chile                                    | Disney Channel América Latina            | 27 de Outubro de 2014  | Evermoor | [ 9 ]  |
| Colômbia                                 | Disney Channel América Latina            | 27 de Outubro de 2014  | Evermoor | [ 9 ]  |
| Costa Rica                               | Disney Channel América Latina            | 27 de Outubro de 2014  | Evermoor | [ 9 ]  |
| Equador                                  | Disney Channel América Latina            | 27 de Outubro de 2014  | Evermoor | [ 9 ]  |
| Guatemala                                | Disney Channel América Latina            | 27 de Outubro de 2014  | Evermoor | [ 9 ]  |
| Honduras                                 | Disney Channel América Latina            | 27 de Outubro de 2014  | Evermoor | [ 9 ]  |
| México                                   | Disney Channel América Latina            | 27 de Outubro de 2014  | Evermoor | [ 9 ]  |
| Paraguai                                 | Disney Channel América Latina            | 27 de Outubro de 2014  | Evermoor | [ 9 ]  |
| Peru                                     | Disney Channel América Latina            | 27 de Outubro de 2014  | Evermoor | [ 9 ]  |
| República Dominicana                     | Disney Channel América Latina            | 27 de Outubro de 2014  | Evermoor | [ 9 ]  |
| Uruguai                                  | Disney Channel América Latina            | 27 de Outubro de 2014  | Evermoor | [ 9 ]  |
| Venezuela                                | Disney Channel América Latina            | 27 de Outubro de 2014  | Evermoor | [ 9 ]  |
| Austrália · Nova Zelândia                | Disney Channel Austrália e Nova Zelândia | 31 de Outubro de 2014  | Evermoor |        |
| Dinamarca · Finlândia · Noruega · Suécia | Disney Channel Escandinavia              | 7 de Novembro de 2014  | Evermoor |        |
| França                                   | Disney Channel França                    | 6 de Dezembro de 2014  | Evermoor |        |
| Itália                                   | Disney Channel Itália                    | 20 de Dezembro de 2014 | Evermoor |        |
| Israel                                   | Disney Channel Israel                    | 26 de Janeiro de 2015  | אברמור   | [ 10 ] |
| Polónia                                  | Disney Channel Polônia                   | 27 de Abril de 2015    | Evermoor |        |
| Bulgária                                 | Disney Channel Bulgária                  | 27 de Abril de 2015    | Evermoor |        |
| Hungria                                  | Disney Channel Hungria                   | 27 de Abril de 2015    | Evermoor |        |